# ليونارد غرينوود
ليونارد غرينوود (25 مارس 1899 في المملكة المتحدة - 20 يوليو 1982 في المملكة المتحدة) (بالإنجليزية: Leonard Greenwood)‏ هو أستاذ مدرسة ولاعب كريكت بريطاني (وحمل سابقاً جنسية المملكة المتحدة لبريطانيا العظمى وأيرلندا). شارك مع منتخب إنجلترا للكريكت.

## وصلات خارجية
- ليونارد غرينوود على موقع إي آس بي آن كريك إنفو (الإنجليزية)